# واين لوغان
واين لوغان (بالإنجليزية: Wayne Logan)‏ هو عالم قانوني أمريكي، ولد في 12 أكتوبر 1960.